# Asco (rivière)
Pour les articles homonymes, voir Asco (homonymie).
L'Asco, en corse l'Ascu, est une rivière française de l'île de Corse, département de la Haute-Corse. Il constitue l'affluent principal du Golo dont il représente près de 40 % du débit.

## Géographie
L'Asco naît sur le versant occidental du Monte Cintu près des petits lac du Col Perdu et lac d'Argentu. Il parcourt 34 km à près de 2 000 m au NE du Monte Cinto, suivant une orientation assez régulière, depuis le sud-ouest vers le nord-est, et conflue avec le Golo en rive gauche au croisement des trois communes de Moltifao, Canavaggia et Morosaglia  près du lieu-dit Ponte-Leccia. Dans son cours supérieur l'Asco porte le nom de ruisseau du Tighiettu et plus bas celui de ruisseau de Stranciacone jusqu'à sa confluence avec le ruisseau de Tassineta.
Tant le cours que le bassin versant de l'Asco sont presque entièrement situés au sein du parc naturel régional de Corse, dans le « territoire de vie » nommé Caccia-Ghjunsani.
La rivière Asco a donné son nom à la vallée d'Asco qui couvre presque la totalité de l'ancienne pieve de Caccia.

### Communes et cantons traversées
Dans le seul département de la Haute-Corse, l'Asco traverse quatre communes, et un canton :
- dans le sens amont vers aval : Asco, Moltifao, Canavaggia et Morosaglia.

Soit en termes de cantons, l'Asco prend source et conflue dans le même canton de Castifao-Morosaglia.

### Bassin versant
L'Asco traverse deux zones hydrographiques : L'Asco de sa source à la Tartagine (Y710) et l'Asco de la tartagine incluse au Golo (Y711) pour un bassin versant total de 366 km2,.

### Organisme gestionnaire
L'organisme gestionnaire est le Comité de bassin de Corse, depuis la loi corse du 22 janvier 2002.

## Affluents
L'Asco a vingt-sept (27) affluents répertoriés
- le ruisseau de Valentinu (rd[note 3]) 2,1 km sur la seule commune d'Asco.
- le ruisseau de Finusellu (rg) 2,4 km sur la seule commune d'Asco prenant source au Capu a u Carrozzu (2 139 m)[note 4].
- le ruisseau de Manica (rd) 3,9 km sur la seule commune d'Asco[note 5].
  - le ruisseau de Ghieriosa (rd) 2,4 km sur la seule commune d'Asco et prenant source au Capu a u Verdatu (2 583 m)[note 6].
- le ruisseau de la Tassineta ou aussi en partie haute ruisseau de Petrella (rg). 5,5 km sur la seule commune d'Asco[note 7]. Confluence à la « Maison du Mouflon » dans le Haut-Asco avec quatre affluents :
  - le ruisseau de l'Ondella (rg) 1,8 km sur la seule commune d'Asco.
  - le ruisseau de la Morazzani (rg) 1,4 km sur la seule commune d'Asco.
  - le ruisseau de Vitucciaghiu (rd) 2,2 km sur la seule commune d'Asco.
  - le ruisseau de la Filettella (rg) 1,3 km sur la seule commune d'Asco.
- le ruisseau des Peralzi (rg)[note 8], env 1 km sur la seule commune d'Asco.
- le ruisseau de Mutola (rg) 1 km sur la seule commune d'Asco.
- le ruisseau de Ventosi ou en partie haute ruisseau du Purtellu (rg) 3,3 km sur la seule commune d'Asco avec un affluent :
  - le ruisseau de Tula (rg) 2,3 km sur la seule commune d'Asco[note 9].
- le ruisseau de Corbica (rd)  2,1 km sur la seule commune d'Asco.
- le ruisseau de Casanovaccia (rg)  3,3 km sur la seule commune d'Asco[note 10], prenant au Monte Padru (2 390 m) avec un affluent :
  - le ruisseau de Santonaccio (rg) 2,1 km sur la seule commune d'Asco[note 10].
- le ruisseau de Pinara (rd) 7,1 km sur la seule commune d'Asco[note 11] avec deux affluents :
  - le ruisseau d'Ombrone (rd) 2 km sur la seule commune d'Asco[note 11].
  - le ruisseau de Stretta Grossa (rd) 2,5 km sur la seule commune d'Asco[note 11].
- le ruisseau de Ranza (rg) 3,7 km sur la seule commune d'Asco[note 10].
- le ruisseau de Ridondello (rg) 2,7 km sur la seule commune d'Asco[note 10] avec un affluent :
  - le ruisseau de Pianelli (rd) 2,1 km sur la seule commune d'Asco[note 10].
- le ruisseau de Logoniello ou aussi en partie haute ruisseau di Vetta di Muro (rd) 5,8 km sur la seule commune d'Asco[note 12] avec un affluent :
  - le ruisseau de Valle Largi Tasso (rd) 1,3 km sur les deux communes d'Asco et Moltifao.
- le ruisseau de Muro (rg) 3,2 km sur les trois communes d'Asco, d'Olmi-Cappella et Moltifao avec un affluent :
  - le ruisseau de Castagnaccio (rd) 1,9 km sur les trois communes d'Asco, d'Olmi-Cappella et Moltifao.
- le ruisseau de Stretta a Merla (rd) 2,5 km sur les deux communes d'Asco, et Moltifao.
- le ruisseau de Perelli (rd) 1,5 km sur la seule commune de Moltifao.
- le ruisseau de Pedirasino (rg) 1 km sur la seule commune de Moltifao.
- le ruisseau de Gradelle (rg) 2,2 km sur les deux communes d'Asco et Moltifao.
- le ruisseau de Negretto (rd) 6,7 km sur les quatre communes d'Asco, Castiglione, Popolasca et Moltifao, prenant source au Traunatu ou Dent d'Asco (2 065 m).
- le ruisseau de Grotta ou ruisseau de Furnello en partie haute (rg), 3,8 km sur les deux communes de Popolasca et Moltifao.
- le ruisseau de Valle Secche (rg) 4,4 km sur les trois communes d'Asco, Olmi-Cappella, et Moltifao avec deux affluents :
  - le ruisseau de Peduli (rg) 1,3 km sur les trois communes d'Asco et Moltifao.
  - le ruisseau de Volpala (rg) 0,9 km sur la seule commune de Moltifao.
- le ruisseau de Tidigliani ou ruisseau de Lumbio en partie haute (rg) 3,4 km sur les deux communes de Castifao et Moltifao avec un affluent :
  - ruisseau de Casafrancione (rg) 1,7 km sur les deux communes de Castifao et Moltifao.
  - le ruisseau de Forcamorello (rg) environ 1 km sur la seule commune de Moltifao.
- le ruisseau de Parci (rg) 1,1 km sur la seule commune de Moltifao.
- ruisseau de Conche (rg) 2,2 km sur les deux communes de Castifao et Moltifao.
- le ruisseau de l'Aiale (rd) 3 km sur les trois communes de Morosaglia, Moltifao et Piedigriggio avec un affluent :
  - le ruisseau de l'Ondella (rg) 2,8 km sur les trois communes de Popolasca, Moltifao et Piedigriggio.
- le ruisseau de Bussarese (rg) 3,5 km sur les trois communes de Canavaggia, Morosaglia et Moltifao avec un affluent :
  - le ruisseau d'Aghia Filetta (rg) 1 km sur la seule commune de Moltifao.
- la rivière Tartagine (rg) 30,3 km sur les neuf communes d'Asco, Canavaggia, Olmi-Cappella, Castifao, Pietralba, Pioggiola, Mausoléo, Moltifao, Vallica, avec trente cinq affluents référencés[5].
- le ruisseau de Paterna (rg) 1,9 km sur les deux communes de Canavaggia et Morosaglia. il est entouré des trois ravin de Capannella, ravin de Pietra Sorda et ravin de Tornatoro.

### Rang de Strahler
Donc son rang de Strahler est de quatre par la Tartagine.

### Galerie

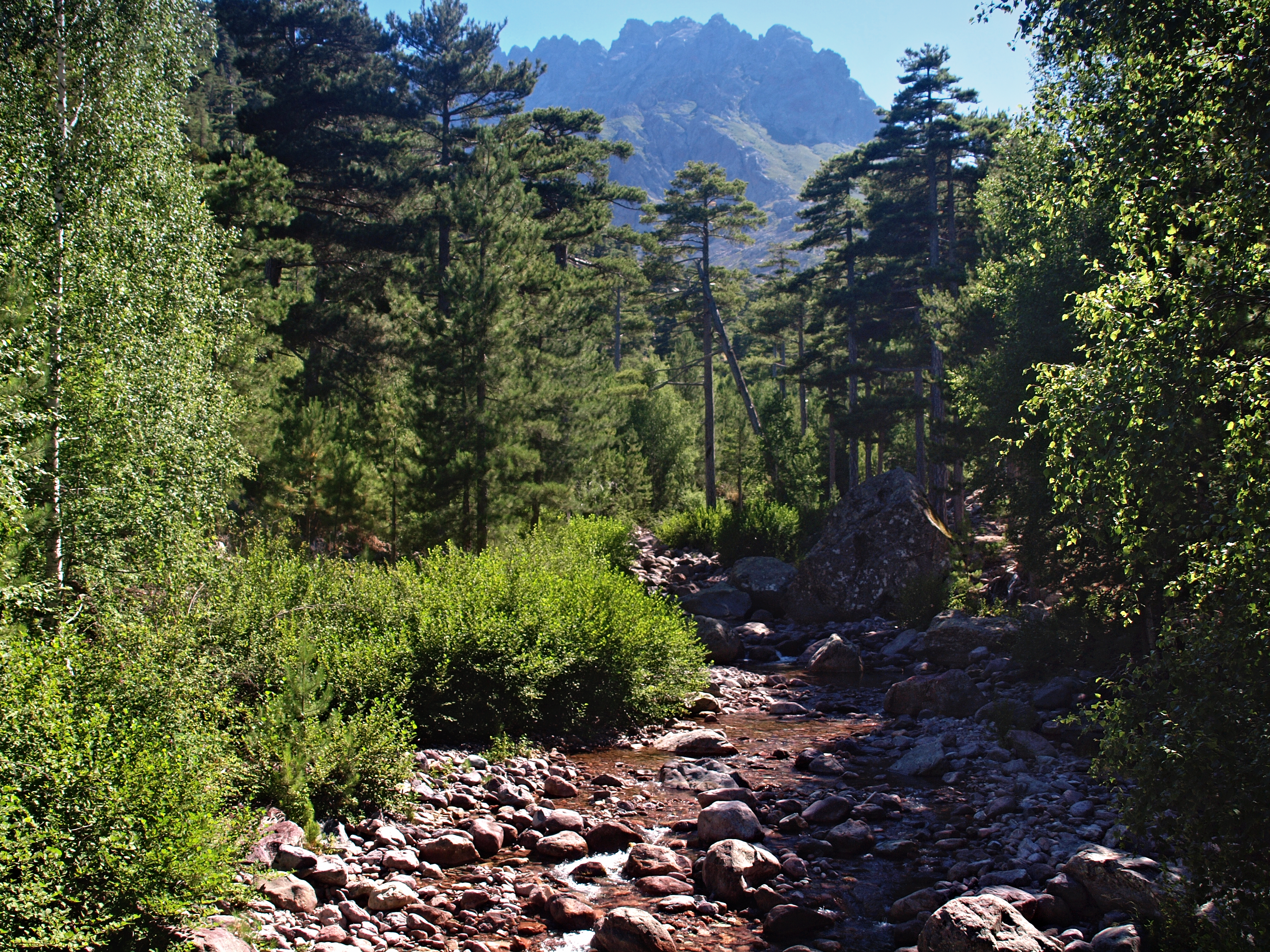
Ruisseau de Tighiettu.
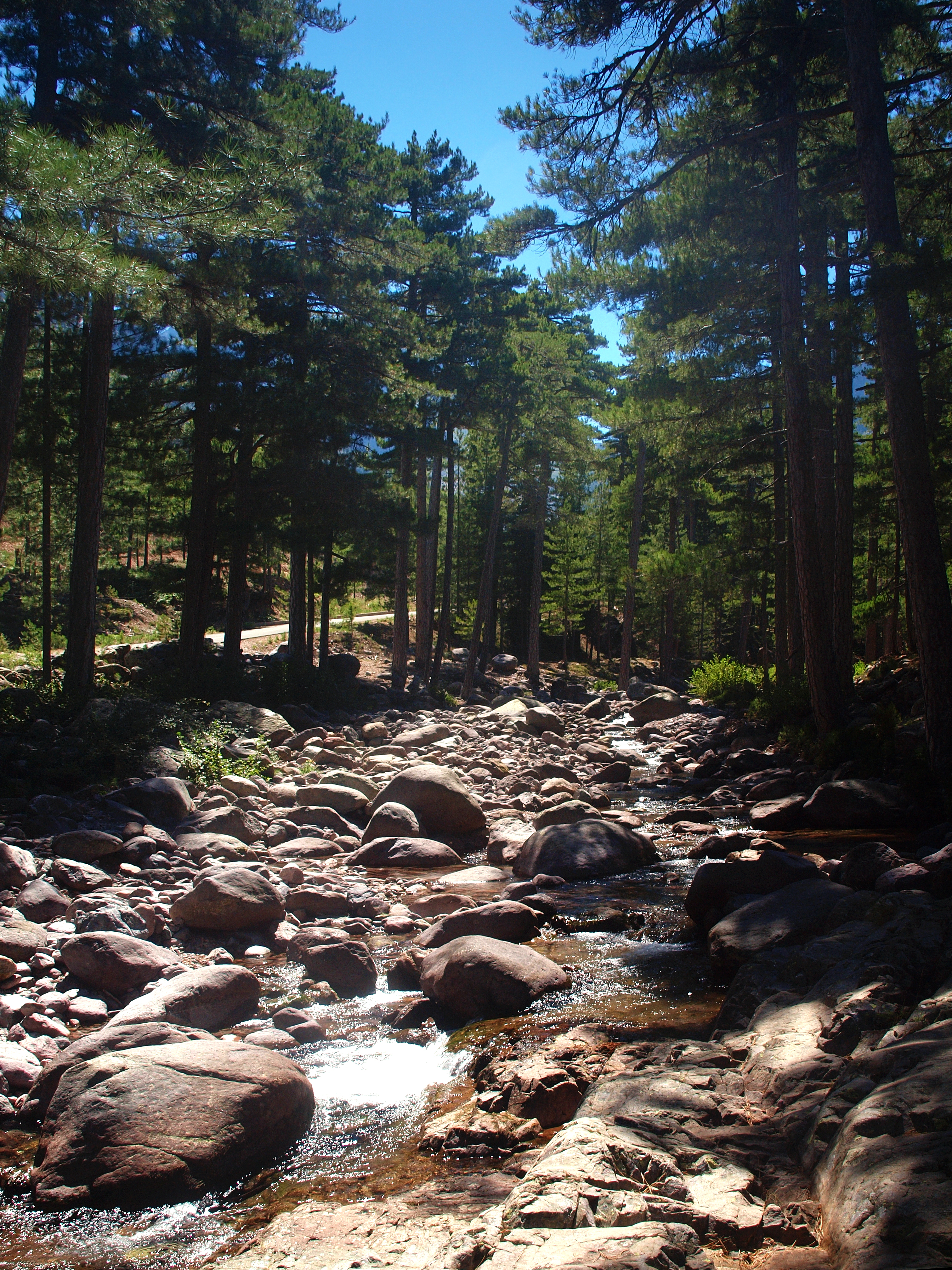
Ruisseau de Stranciacone.
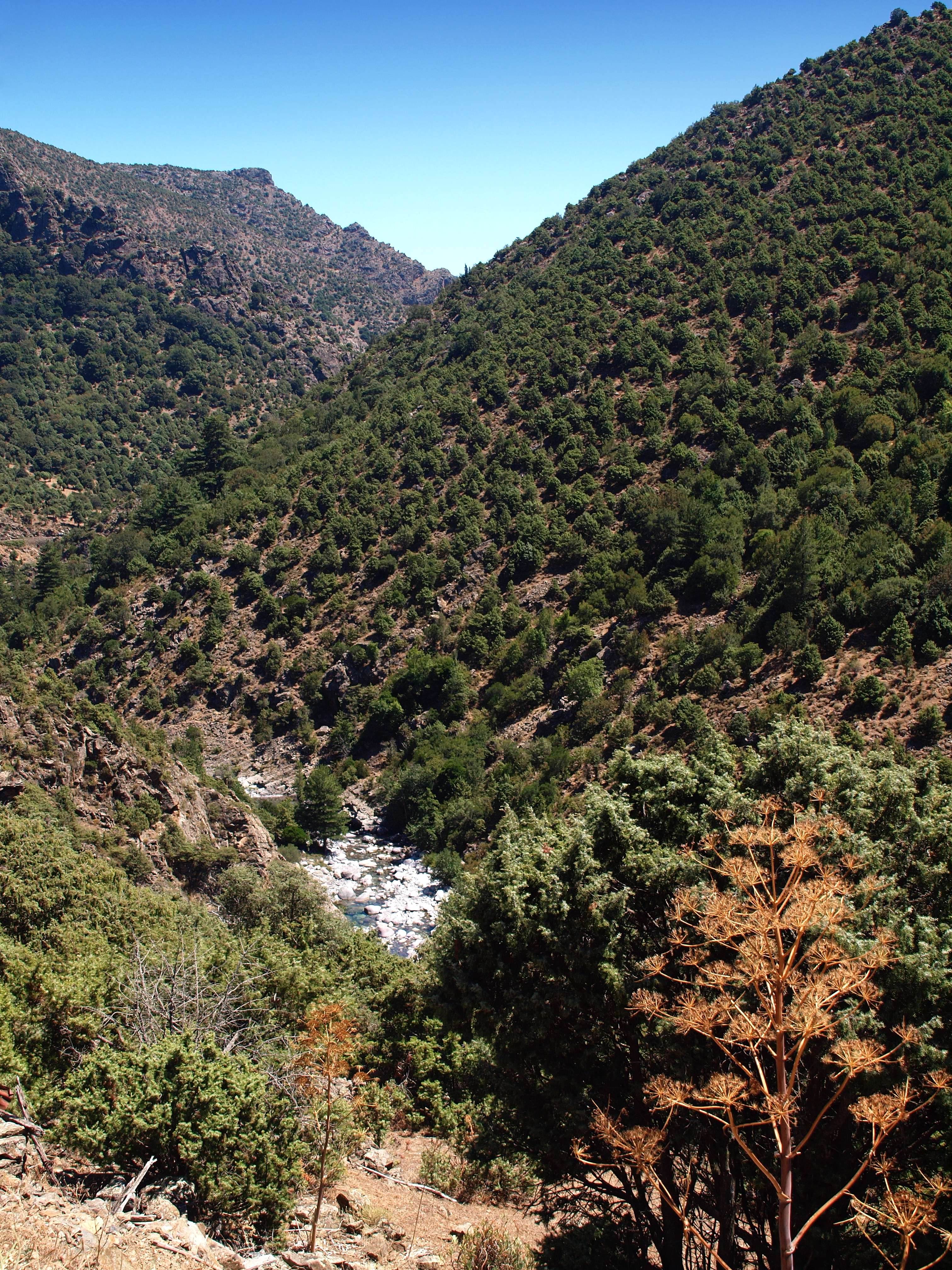
Début des gorges de l'Asco.
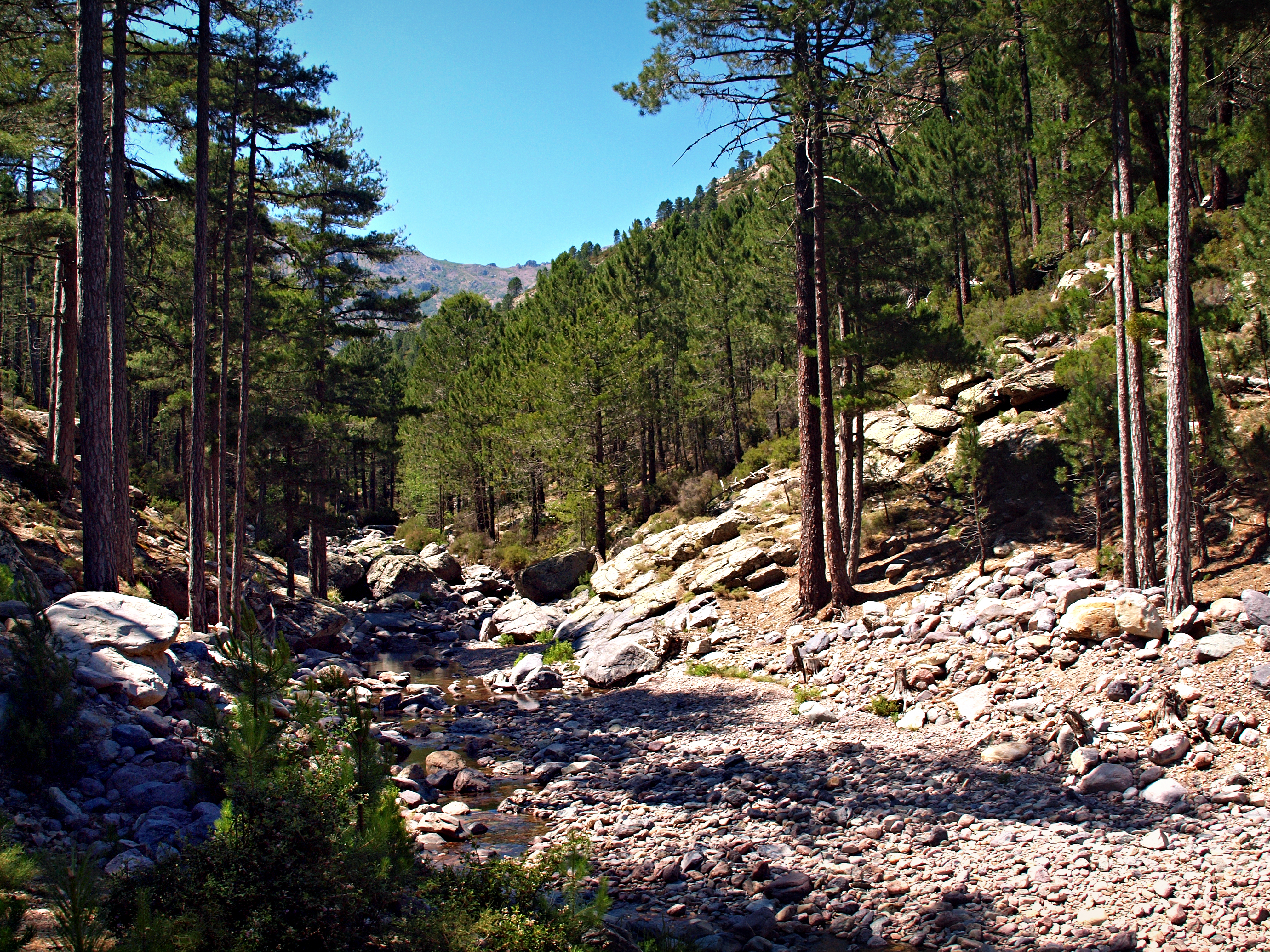
Ruisseau de Tassineta.
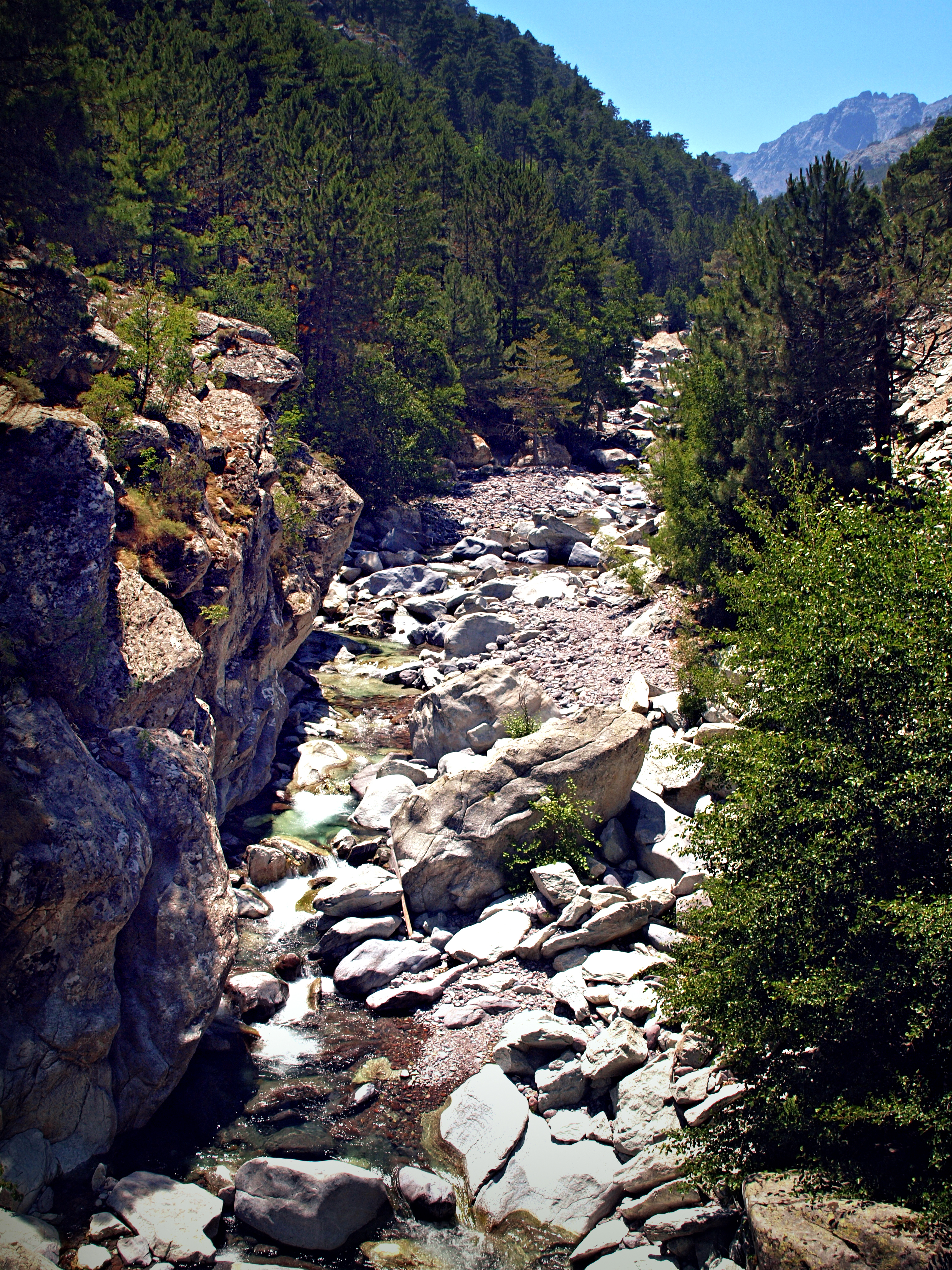
Ruisseau sans nom, en amont du pont de Roggia.

## Hydrologie

### L'Asco à Morosaglia
Le débit de l'Asco est observé depuis 1959, à Ponte-Leccia, commune de Morosaglia, localité du département de la Haute-Corse, située au niveau de son confluent avec le Golo.
Le module de la rivière à Canavaggia est de 5,08 m3/s calculé sur 52 ans.
L'Asco présente des fluctuations saisonnières de débit importantes, avec des hautes eaux d'hiver et de printemps caractérisées par des débits mensuels moyens allant de 7,02 m3/s à 9,35 m3/s, de décembre à mai inclus (avec maximum assez net au printemps et surtout en avril). Les basses eaux se déroulent en été de juillet à septembre, avec une baisse du débit moyen mensuel chutant jusqu'au niveau de 1,33 m3/s au mois d'août, ce qui reste très acceptable et nullement sévère. Mais ce ne sont que des moyennes, et les variations de débit peuvent être bien plus importantes sur de plus courtes périodes ou selon les années.

### Étiage ou basses eaux
Ainsi le VCN3 peut chuter jusque 0,062 m3/s, en cas de période quinquennale sèche, soit 62 litres par seconde, ce qui peut être considéré comme étiage sévère.

### Crues
D'autre part les crues peuvent être très importantes. Les QIX 2 et QIX 5 valent respectivement 110 et 160 m3/s. Le QIX 10 vaut 200 m3/s, tandis que le QIX 20 se monte à 240 m3/s. Enfin le QIX 50 est de 280 m3/s. Seul le QIX 100 n'a pas été calculé, faute de durée d'observation suffisante.
Le débit instantané maximal enregistré à Canavaggia a été de 569 m3/s le 1er octobre 1977, tandis que la valeur journalière maximale était de 148 m3/s le 7 novembre 1999. En comparant le premier de ces chiffres aux valeurs des différents QIX de la rivière, il apparaît que cette crue d'octobre 1977 était supérieure à toutes les prévisions calculées par le biais des QIX et donc tout à fait exceptionnelle. D'autre part, la hauteur maximale instantanée a aussi été de 441 cm le 11 novembre 2001 à 16 h 22.

### Lame d'eau et débit spécifique
Au total, l'Asco est une rivière abondante, mais aussi très irrégulière. La lame d'eau écoulée dans le bassin versant de l'Asco est de 479 millimètres annuellement, ce qui est élevé, très nettement supérieur à la moyenne d'ensemble de la France, et sensiblement égal à la totalité du bassin du Golo (482 millimètres/an). Le débit spécifique (ou Qsp) se monte à 15,1 litres par seconde et par kilomètre carré de bassin.

## Ouvrages sur l'Asco

### Les ponts génois
L'Asco est emjambé par trois ponts génois :
- Le pont génois d'Asco, situé en contrebas du village. Il est classé Monument historique[6],
- Le Vieux Pont (Ponte Vecchiu) au lieu-dit « Ponte » (Moltifao)
- Le pont de Caccia, remarquable avec ses 5 arches, situé au lieu-dit Pontare, « à cheval » sur Castifao et Morosaglia, peu en aval de la confluence de l'Asco avec la Tartagine.

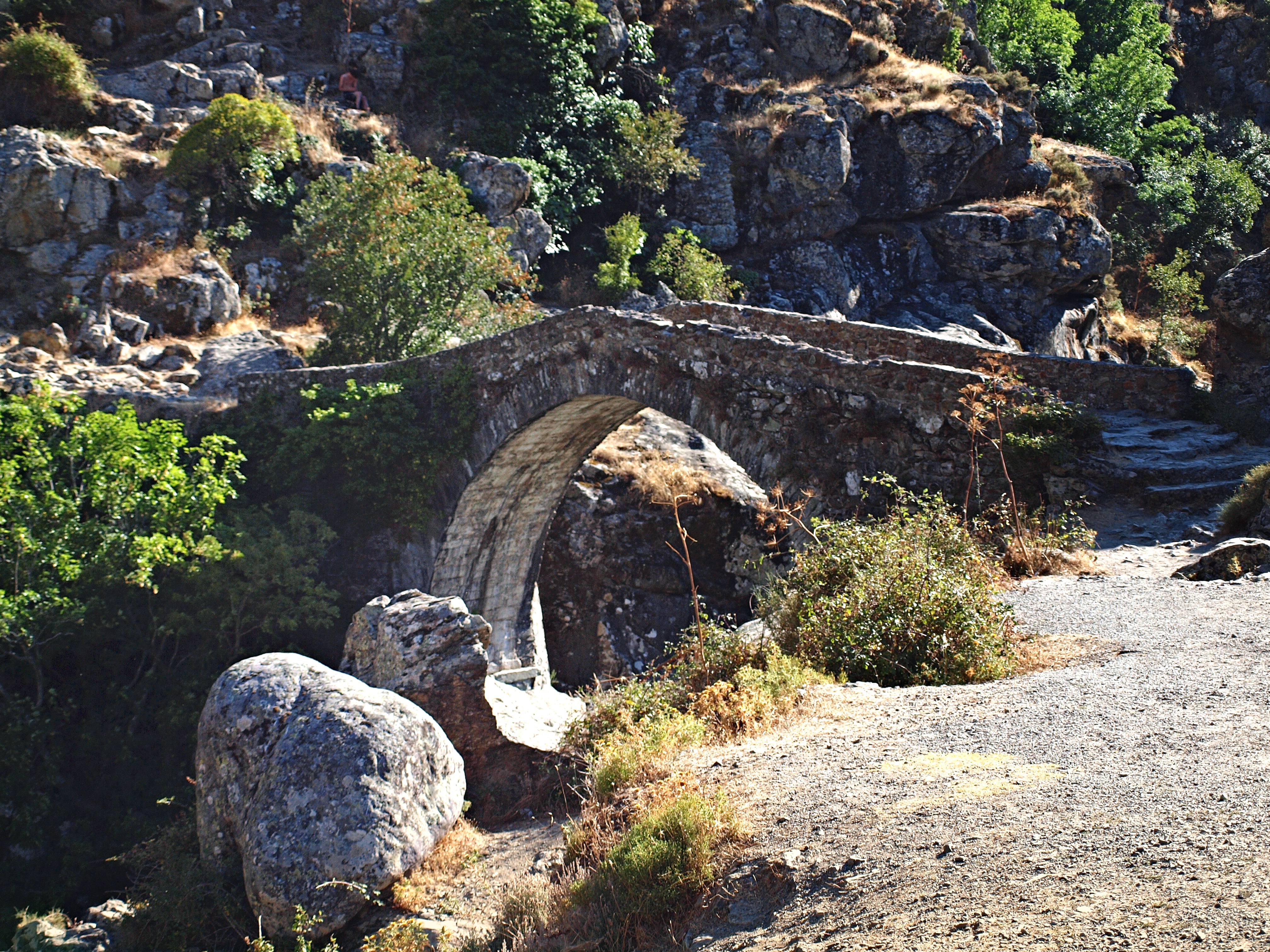
Pont génois d'Asco (aval).
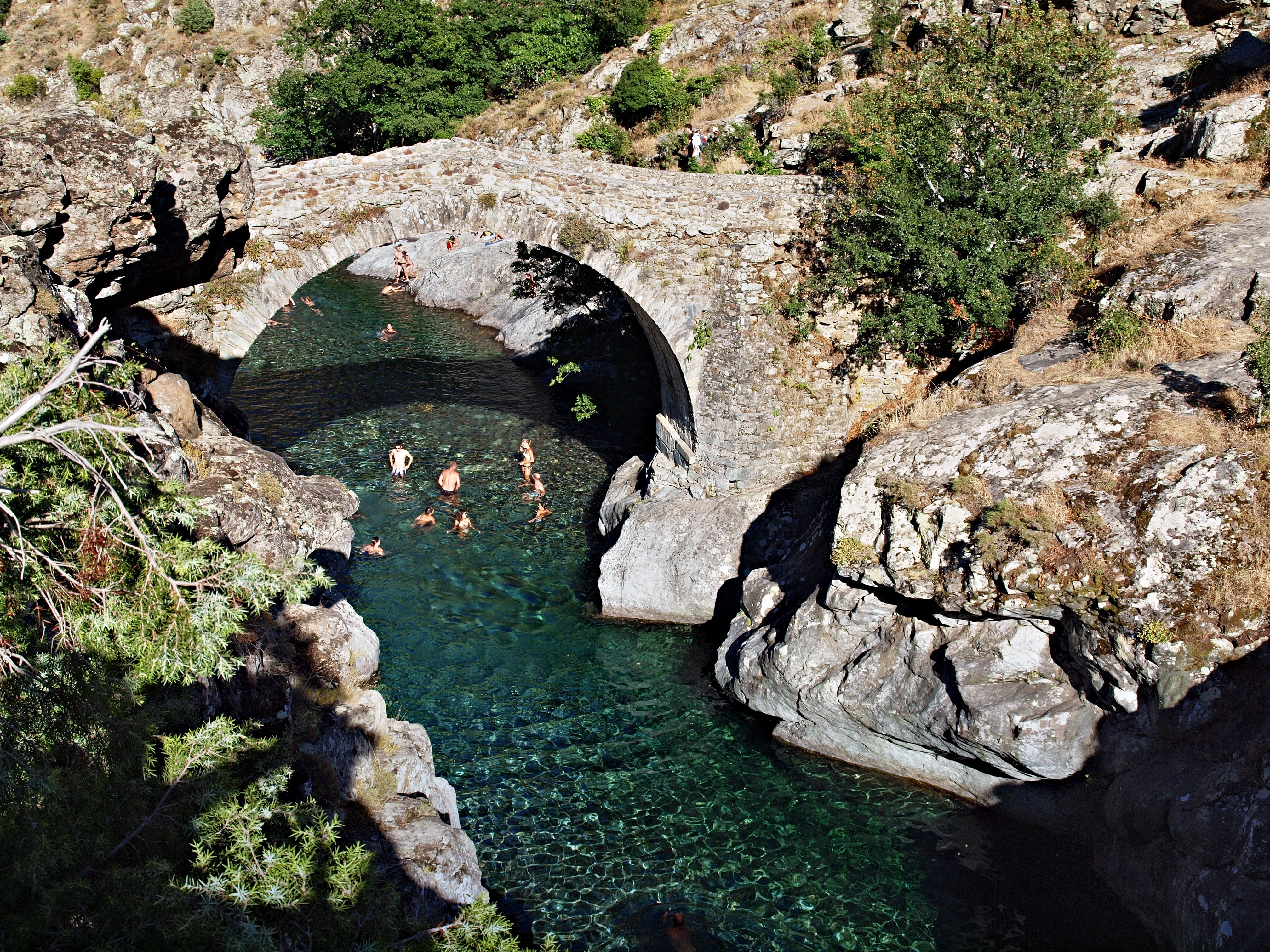
Pont génois d'Asco (amont).
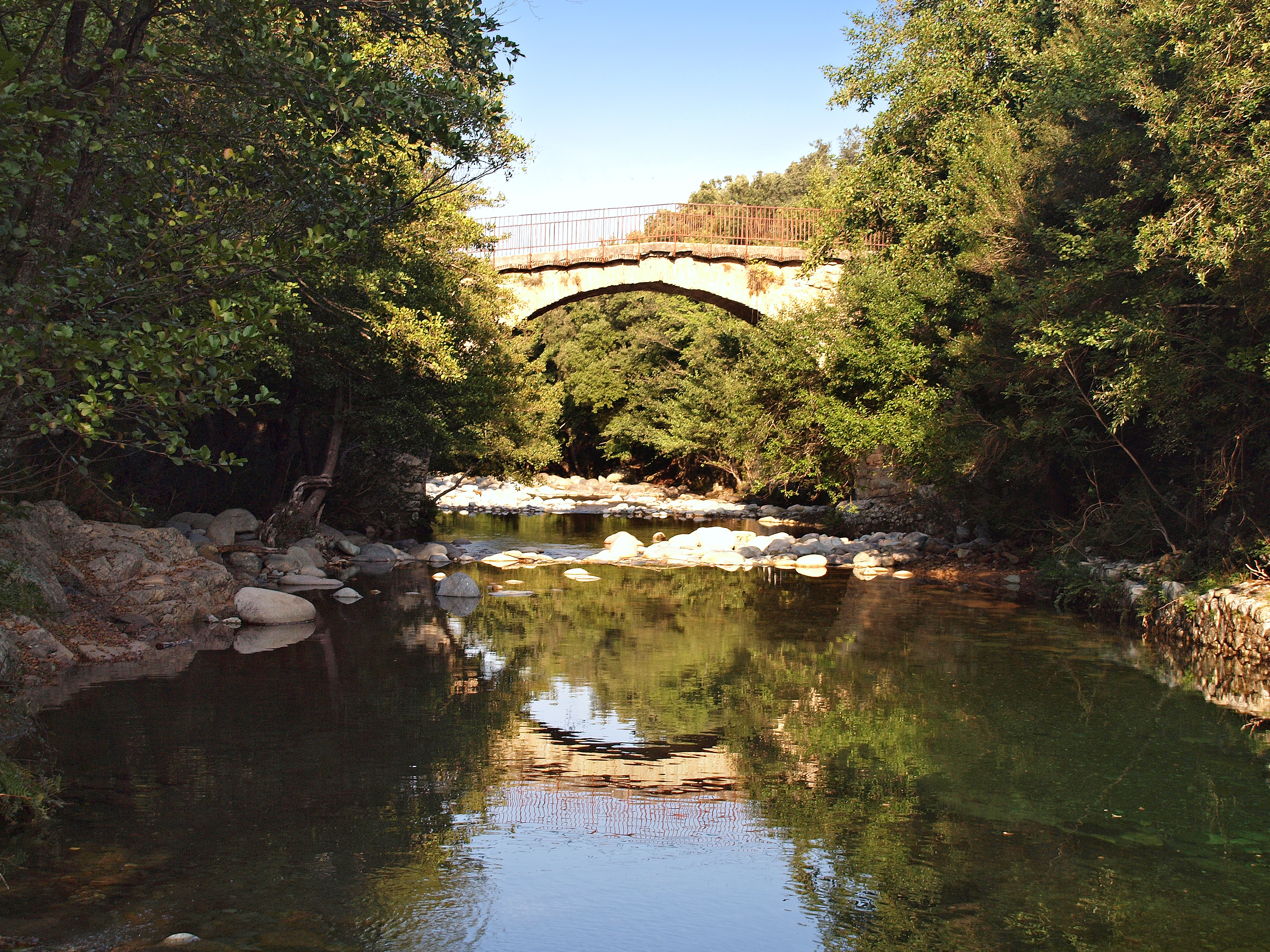
"Vieux-pont" génois de la D 647 (Moltifao).
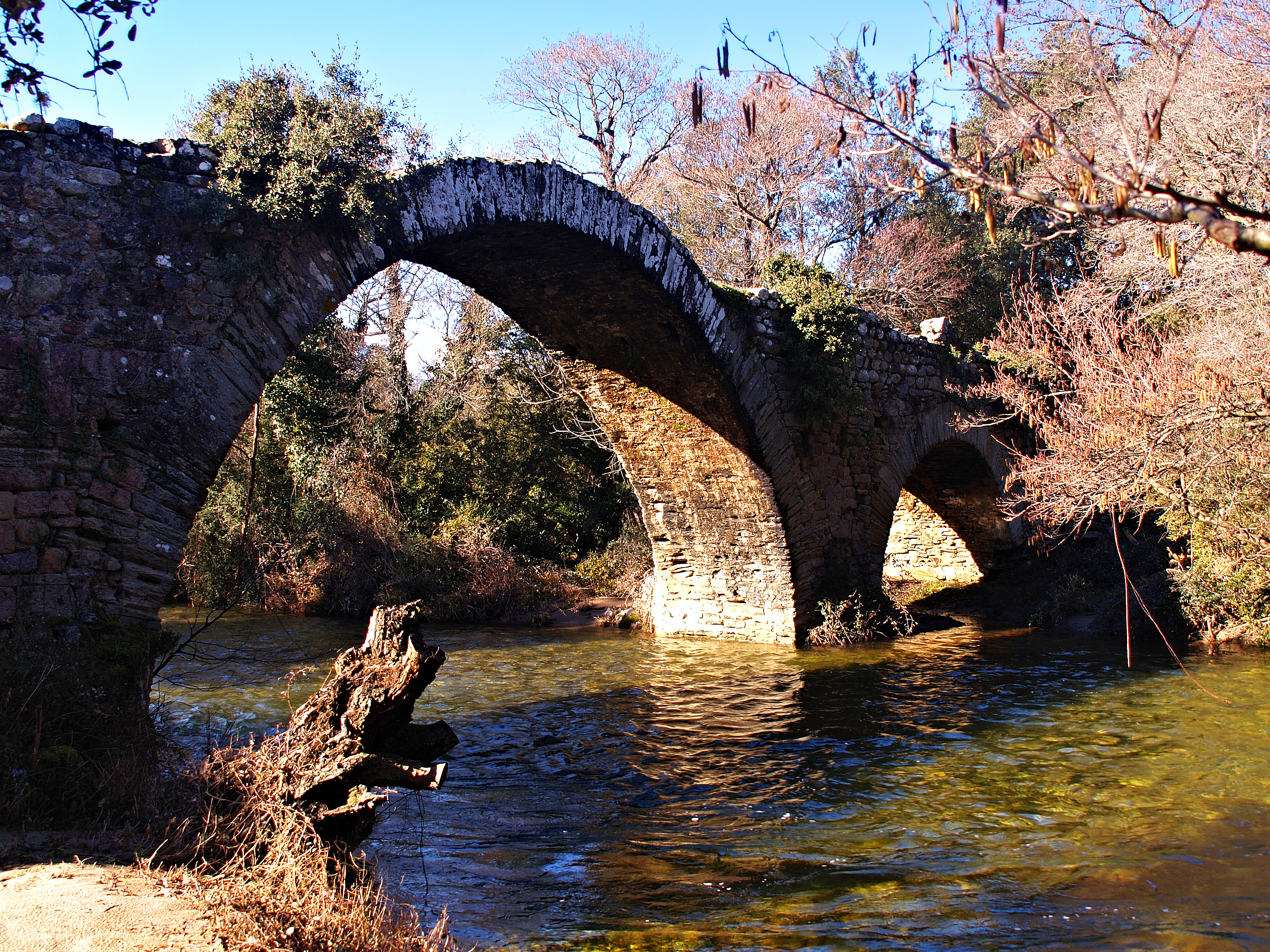
Pont génois de Caccia (Moltifao).

### Les ponts routiers

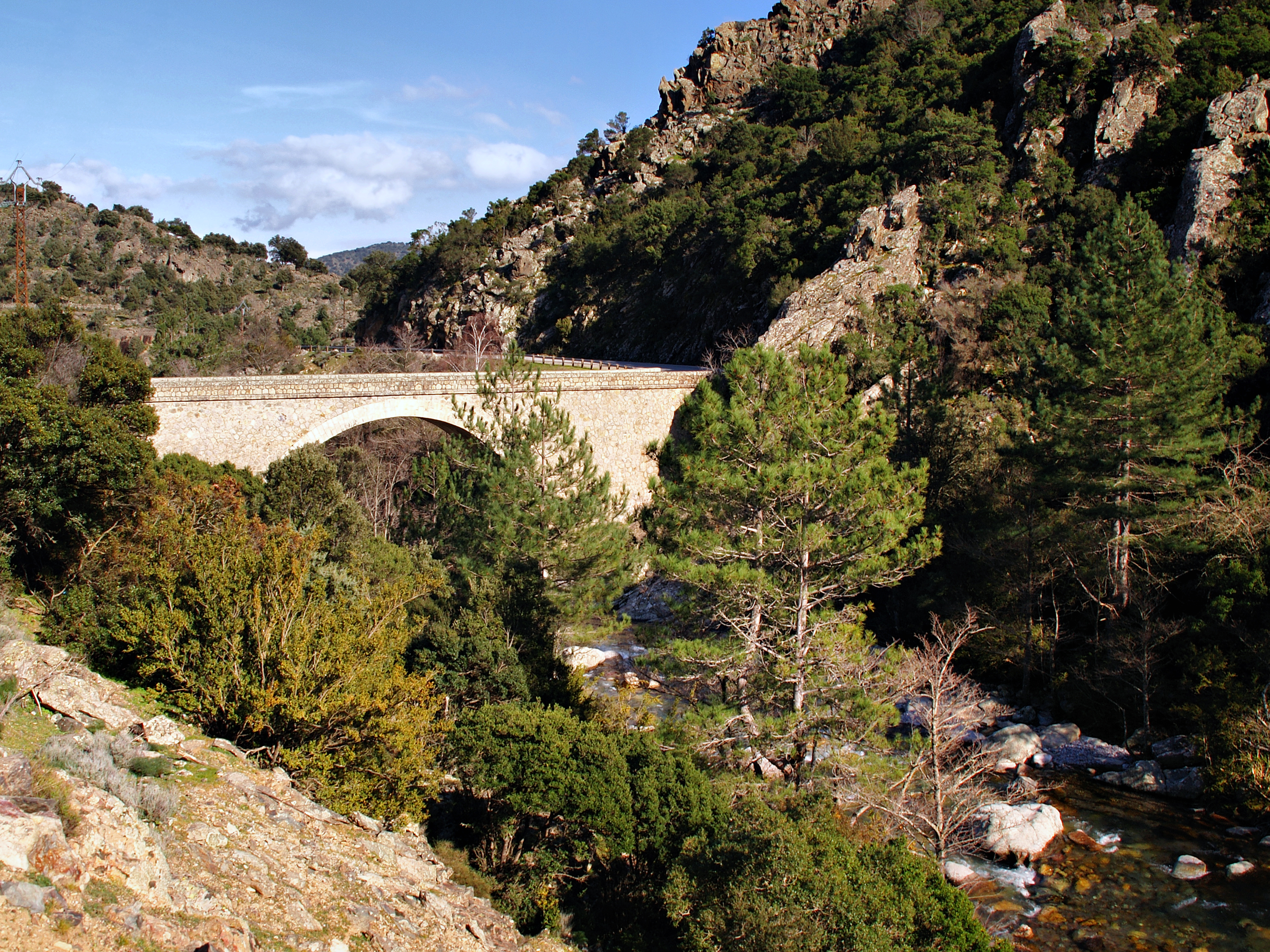
Pont de Mulindina.

- Pont de Valentinu de la D 147 sur le Tighiettu
- Pont de Giunte (piste), sur l'Asco
- Pont de Roggia (RD 147), sur l'Asco
- Pont de Mulindina (RD 147), sur l'Asco
- Pont de Tesa (RD 47), sur l'Asco
- Ponte Rosso (RN 197)

### Les ponts ferroviaires
- 2 ponts ferroviaires (altitude 194 m) sont situés en amont de la confluence avec le Golo

### Les centrales électriques
- Micro-centrale électrique en amont du camping Monte Cintu
- Centrale électrique, en amont du pont génois d'Asco

### Autres ouvrages
- Prise d'eau sur le Stranciacone
- Passerelle donnant accès au parcours aventure, dans le gorges
- Passerelle détruite, à l'entrée des gorges et en aval du village, détruite par une crue.

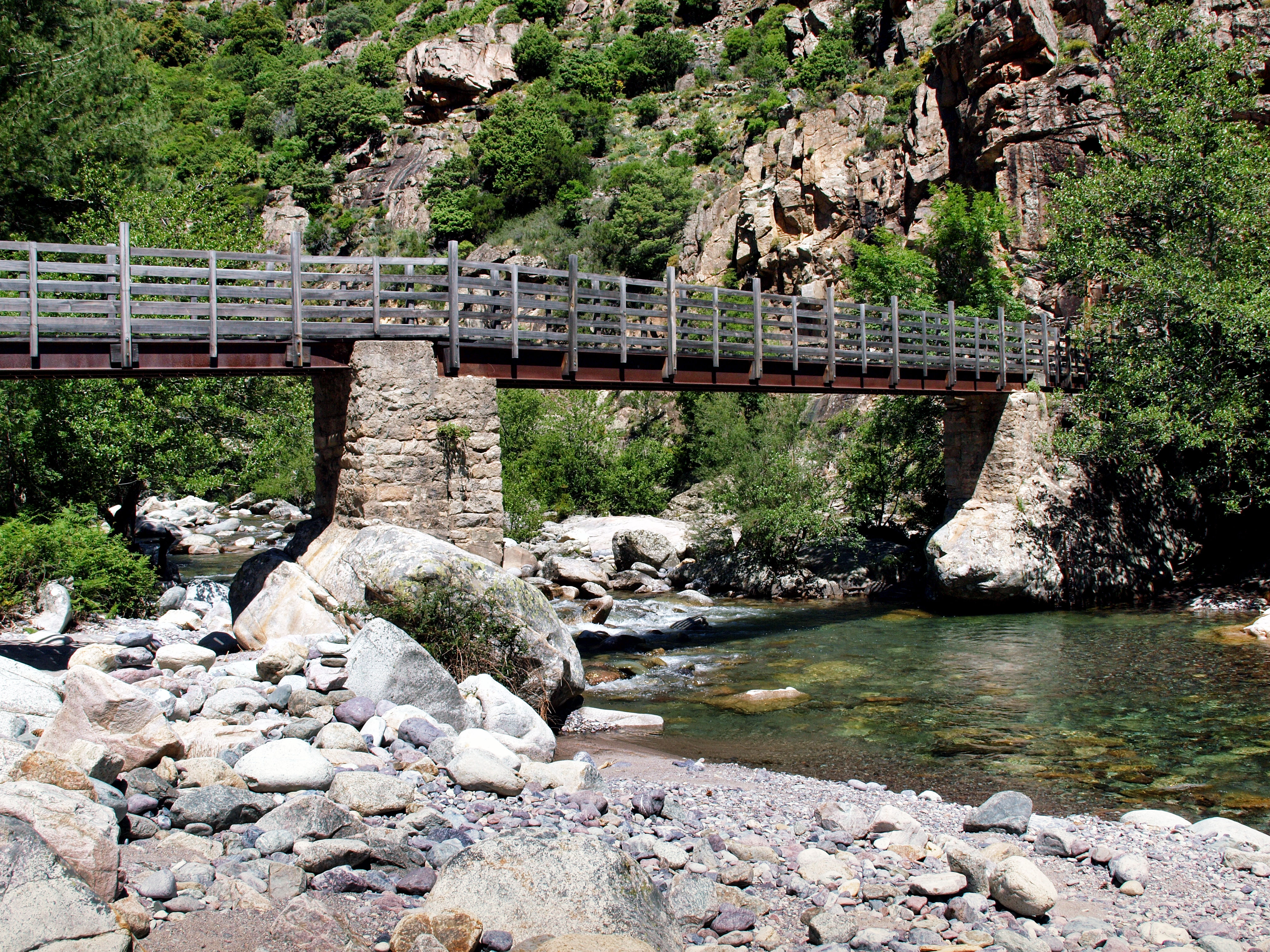
Passerelle du parcours Aventure.
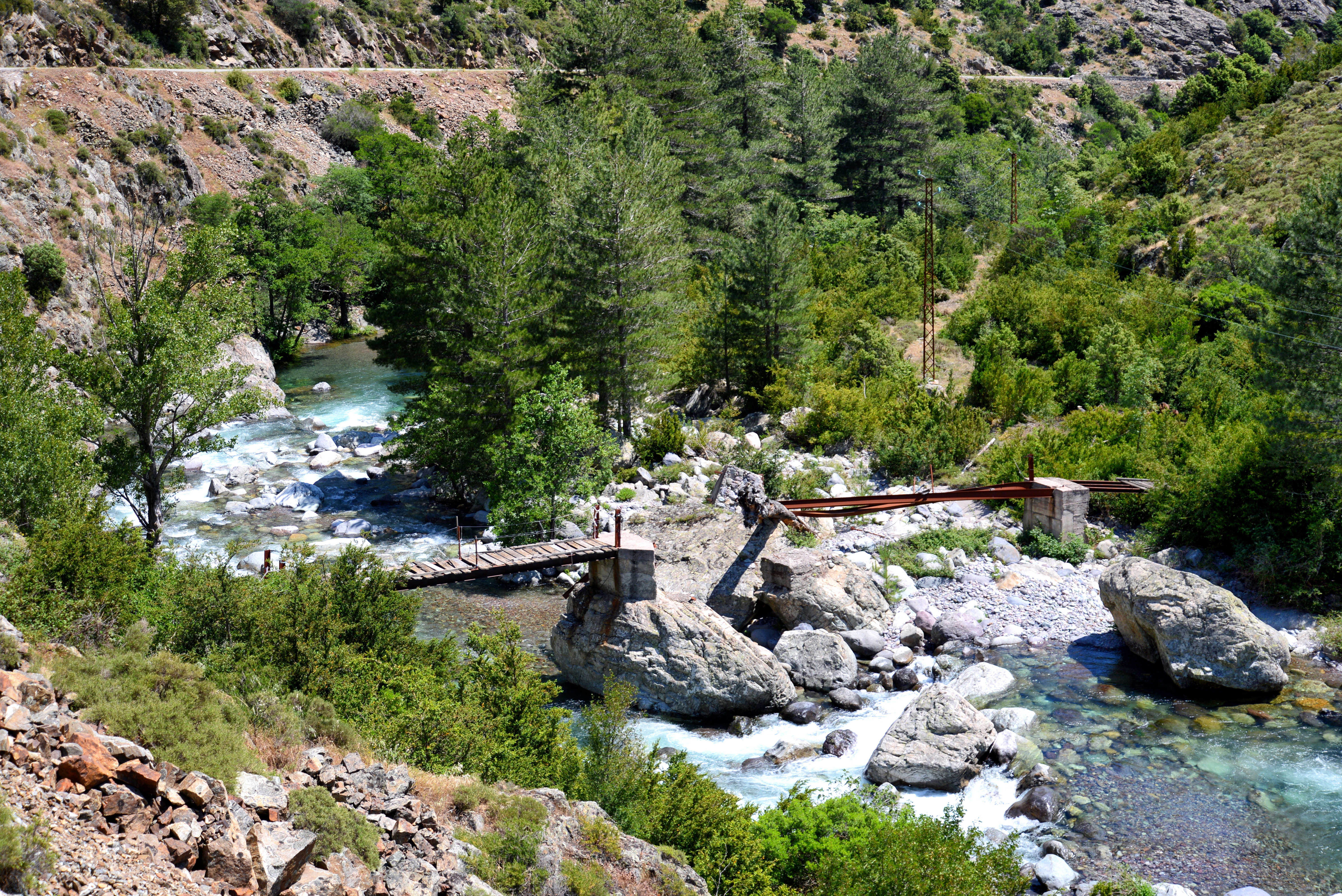
Passerelle détruite.